# Saison 1928-1929 du FC Barcelone
La saison 1928-1929 du FC Barcelone est la 30e depuis la fondation du club. Barcelone, entraîné par Romà Forns puis par James Bellamy, remporte la première édition du championnat d'Espagne.

## Faits marquants[1]
1928-1929: Défait par le RCD Espanyol dans le championnat de Catalogne et éliminé au stade des demi-finales par le même RCD Espanyol en Coupe d'Espagne, le FC Barcelone affronte la première édition du championnat d'Espagne qui débute en février 1929 avec peu d'espoirs. L'équipe ne fonctionne pas et elle termine le premier tour à la sixième place à cinq points du leader, le Real Madrid. La réaction lors du second tour est splendide et permet à Barcelone de remporter le premier championnat d'Espagne malgré le fait qu'il n'ait été en tête qu'à une seule reprise : lors de la dernière journée. Barcelone est champion avec 25 points, deux de plus que le Real Madrid. Pendant la compétition, les joueurs du Barça touchaient 100 pesetas par victoire à l'extérieur et 50 pesetas pour chaque victoire à la maison. Ils eurent une prime de 2 000 pesetas pour le titre de champions.
Le club compte environ 10 000 socios.

### Février
Le 2 février 1929, Barcelone dispute un match amical au Stade des Corts contre les Argentins du Club Sportivo Barracas (victoire 2 à 1 du Barça avec des buts d'Antonio García García et d'Ángel Arocha). Le 7 février, Barcelone joue de nouveau face à la même équipe avec une nouvelle victoire, 3 à 2 (deux buts de Ramón Campabadal et un de Juan Ramón).
Le 12 février 1929 a lieu le premier match du championnat d'Espagne qui va durer quatre mois et va devenir la compétition la plus importante en Espagne. Barcelone débute à l'extérieur face au Racing de Santander avec une victoire 2 à 0 (buts de Manuel Parera). C'est un match marqué par la pluie et par la dureté du jeu en deuxième mi-temps.
Le 17 février, lors de la deuxième journée de championnat, le Real Madrid s'impose 2 à 1 face au Barça au Stade des Corts (but de Manuel Parera pour le Barça).

### Mars
Le 23 mars 1929, Arcadi Balaguer cède la présidence du club à Tomás Rosés.
À la suite du départ de Balaguer, l'entraîneur Romà Forns démissionne et est remplacé par James Bellamy.

### Juin
Le 23 juin 1929, Barcelone remporte le championnat d'Espagne.

## Effectif

Effectif 1928-1929 du FC Barcelone, après une victoire face à la Real Sociedad.

| N° | Nat.                   | Poste | Nom du joueur   |
| -- | ---------------------- | ----- | --------------- |
|    | Drapeau de l'Espagne   | G     | Ramon Llorens   |
|    | Drapeau de l'Espagne   | G     | Juan Uriach     |
|    | Drapeau de l'Espagne   | G     | Manuel Vidal    |
|    | Drapeau de la Hongrie  | G     | Franz Platko    |
|    | Drapeau de l'Espagne   | D     | Andreu Bosch    |
|    | Drapeau de l'Espagne   | D     | Vicente Saura   |
|    | Drapeau de l'Allemagne | D     | Emil Walter     |
|    | Drapeau de l'Espagne   | D     | Cristóbal Martí |
|    | Drapeau de l'Espagne   | D     | Francesc Bussot |
|    | Drapeau de l'Espagne   | D     | Patricio Arnau  |
|    | Drapeau de l'Espagne   | D     | Esteban Pedrol  |
|    | Drapeau de l'Espagne   | M     | Josep Obiols    |

| No. | Nat.                   | Position | Nom du joueur         |
| --- | ---------------------- | -------- | --------------------- |
|     | Drapeau de l'Espagne   | M        | Ramón Parera          |
|     | Drapeau de l'Espagne   | M        | Ramon Guzmán          |
|     | Drapeau de l'Espagne   | M        | Vicente Piera         |
|     | Drapeau de l'Espagne   | M        | José Sastre           |
|     | Drapeau de l'Espagne   | A        | José Carlos Castillo  |
|     | Drapeau de l'Espagne   | A        | Juan Ramón            |
|     | Drapeau de l'Espagne   | A        | Ángel Arocha          |
|     | Drapeau de l'Argentine | A        | Emilio Sagi Liñán     |
|     | Drapeau de l'Espagne   | A        | Antonio García García |
|     | Drapeau de l'Espagne   | A        | Manuel Parera         |
|     | Drapeau de l'Espagne   | A        | Ramón Campabadal      |
|     | Drapeau de l'Espagne   | A        | Josep Samitier        |

## Classement et résultats du championnat
Débuté le 10 février 1929, le championnat est rapidement dominé par le Real Madrid, qui remporte notamment la victoire sur le terrain du FC Barcelone. Le club blaugrana change d'entraîneur, Romà Forns laissant sa place à Jim Bellamy, et réalise une belle remontée au classement, qui s'achève avec le titre à l'issue de la saison, le 23 juin 1929.
| Rang | Équipe              | Pts | J  | G  | N | P  | Bp | Bc | Diff |  | Résultats (▼ dom., ► ext.) | BAR | MAD | ATH | RSO | ARE | ATL | ESP | EUR | UNI | SAN |
| ---- | ------------------- | --- | -- | -- | - | -- | -- | -- | ---- |  | -------------------------- | --- | --- | --- | --- | --- | --- | --- | --- | --- | --- |
| 1    | FC Barcelone        | 25  | 18 | 11 | 3 | 4  | 37 | 23 | +14  |  | FC Barcelone               |     | 1-2 | 3-0 | 1-0 | 2-2 | 4-0 | 1-0 | 5-2 | 4-1 | 5-1 |
| 2    | Real Madrid         | 23  | 18 | 11 | 1 | 6  | 40 | 24 | +16  |  | Real Madrid                | 0-1 |     | 5-1 | 2-1 | 2-0 | 2-1 | 2-0 | 5-0 | 2-0 | 2-2 |
| 3    | Athletic Bilbao     | 20  | 18 | 8  | 4 | 6  | 43 | 33 | +10  |  | Athletic Bilbao            | 5-1 | 2-0 |     | 4-2 | 2-3 | 3-3 | 9-0 | 2-0 | 2-1 | 0-0 |
| 4    | Real Sociedad       | 20  | 18 | 8  | 4 | 6  | 46 | 41 | +5   |  | Real Sociedad              | 3-0 | 5-4 | 1-1 |     | 3-2 | 3-3 | 1-1 | 5-4 | 3-2 | 8-1 |
| 5    | Arenas de Getxo     | 19  | 18 | 8  | 3 | 7  | 32 | 39 | -7   |  | Arenas de Getxo            | 0-2 | 3-2 | 1-0 | 3-0 |     | 2-3 | 3-0 | 2-2 | 1-1 | 2-1 |
| 6    | Athletic Madrid     | 18  | 18 | 8  | 2 | 8  | 43 | 41 | +2   |  | Athletic Madrid            | 4-1 | 0-3 | 2-3 | 0-3 | 1-2 |     | 7-1 | 5-4 | 3-1 | 4-0 |
| 7    | Espanyol BarceloneC | 18  | 18 | 7  | 4 | 7  | 32 | 38 | -6   |  | Espanyol Barcelone         | 1-1 | 4-0 | 4-1 | 1-1 | 1-2 | 3-2 |     | 3-1 | 3-2 | 3-0 |
| 8    | CE Europa           | 16  | 18 | 6  | 4 | 8  | 45 | 49 | -4   |  | CE Europa                  | 1-1 | 5-2 | 1-1 | 4-3 | 5-2 | 4-1 | 0-3 |     | 3-3 | 4-1 |
| 9    | Real Unión de Irun  | 12  | 18 | 5  | 2 | 11 | 40 | 42 | -2   |  | Real Unión de Irun         | 1-2 | 0-2 | 6-3 | 2-3 | 7-1 | 1-2 | 4-3 | 2-3 |     | 3-1 |
| 10   | Racing Santander    | 9   | 18 | 3  | 3 | 12 | 25 | 50 | -25  |  | Racing Santander           | 0-2 | 1-3 | 0-4 | 6-1 | 5-1 | 1-2 | 1-1 | 3-2 | 1-3 |     |

- Champion
- Barrages de relégation

| Championnat d'Espagne Champion 1929 |
| ----------------------------------- |
| FC Barcelone 1er Titre              |